# Abtei Cerisy-la-Forêt
Die Abtei Cerisy-la-Forêt wurde durch den Herzog der Normandie Robert den Prächtigen, den Vater Wilhelm des Eroberers, im Jahre 1032 gegründet.
Die gegenwärtige Abteikirche stellt im Wesentlichen einen Wiederaufbau aus dem letzten Viertel des 11. Jahrhunderts dar.
Die nach benediktinischem Bauplan errichtete Kirche wurde 1811 um einen großen Teil ihres Langhauses durch das Abtragen von fünf Jochen verkürzt. Das Kircheninnere ist in drei Höhenstufen gegliedert (große Rundbögen mit gegliederten Säulen, Tribünen, Hochfenster).

Bauplan der Abteikirche

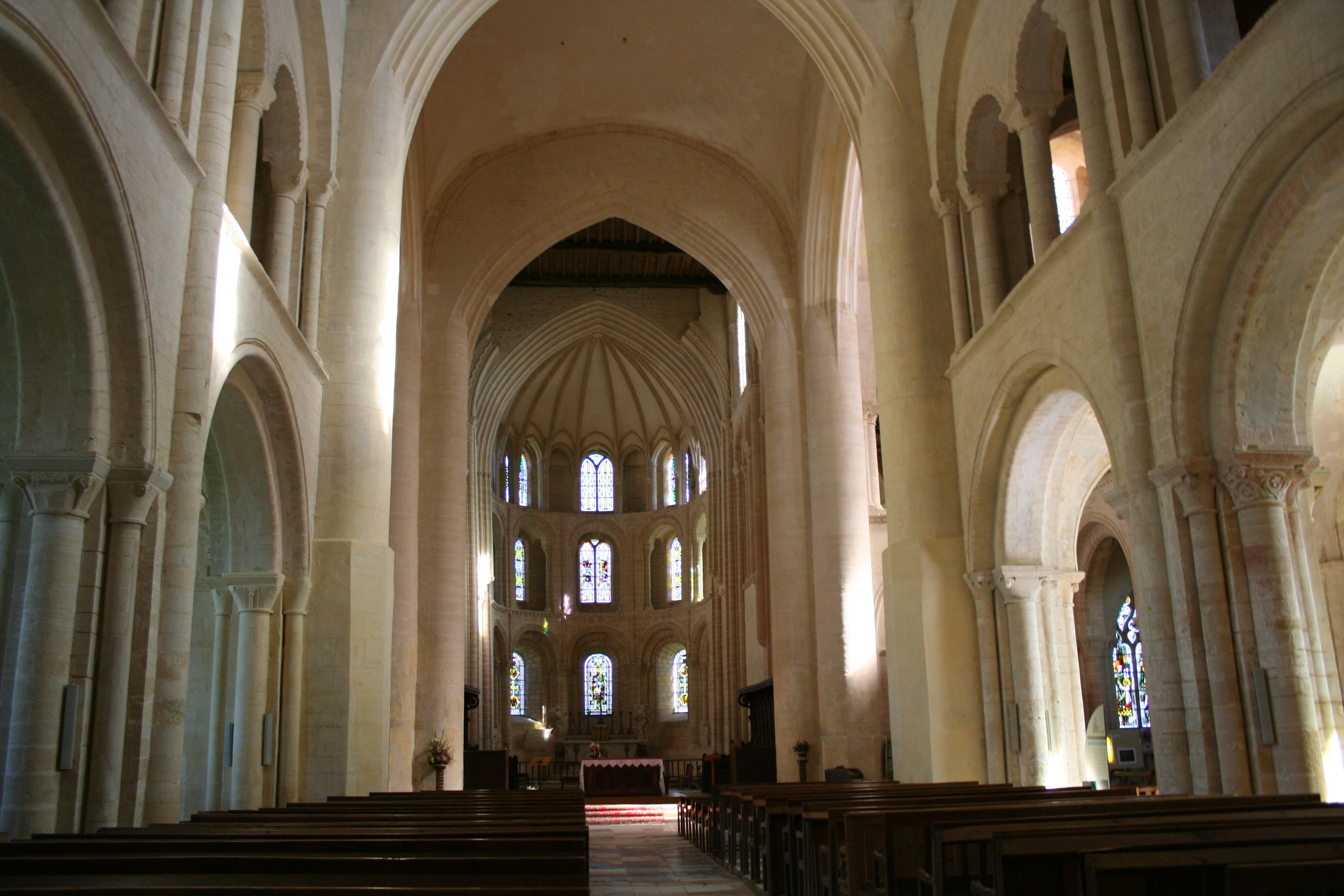
Das Innere der Abteikirche